# Rudolf Marszałek

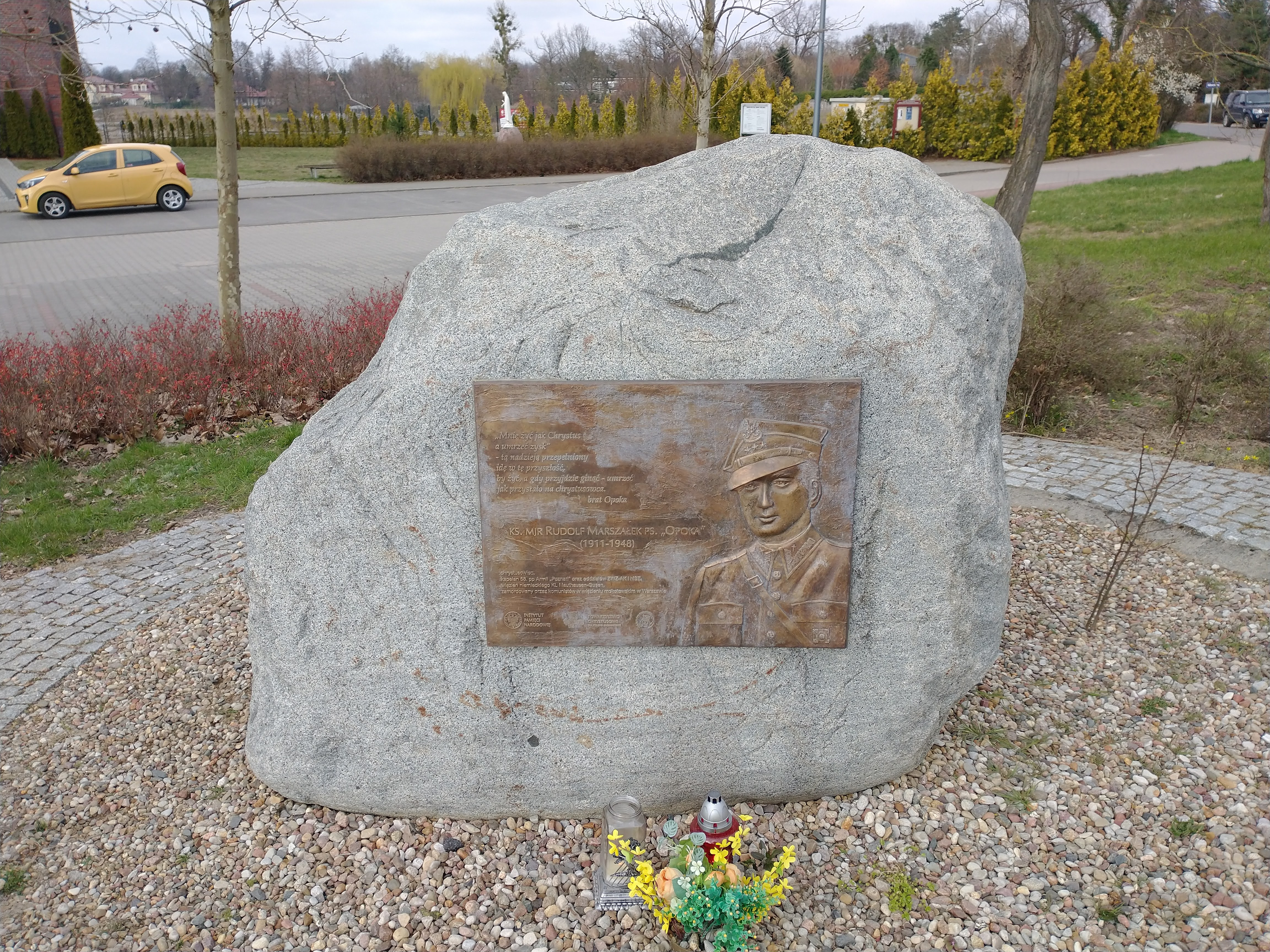
Głaz pamiątkowy na skwerze Rudolfa Marszałka w Poznaniu (Umultowo)

Rudolf Marszałek ps. „Opoka” (ur. 29 sierpnia 1911 w Komorowicach Krakowskich (obecnie dzielnica Bielska–Białej), zm. 10 marca 1948 w Warszawie) – polski duchowny rzymskokatolicki, ksiądz, kapelan oraz żołnierz podziemia niepodległościowego w czasie II wojny światowej, oficer Armii Krajowej i Narodowych Sił Zbrojnych.

## Życiorys
Przed wstąpieniem do seminarium był harcerzem oraz działaczem Sodalicji Mariańskiej. Po maturze odbył służbę wojskową w Szkole Podchorążych Piechoty w Zambrowie i w 1932 roku wstąpił do Seminarium Zagranicznego Towarzystwa Chrystusowego dla Wychodźców w Potulicach. Święcenia kapłańskie otrzymał 3 czerwca 1939 z rąk Prymasa Polski kardynała Augusta Hlonda.
W momencie wybuchu II wojny światowej służył jako kapelan 58 Pułku Piechoty[wymaga weryfikacji?]. Brał udział w obronie Warszawy jako kapelan szpitala maltańskiego. Następnie w pierwszym okresie okupacji niemieckiej był więźniem warszawskiego Pawiaka. Po zwolnieniu z więzienia brał udział w organizacji struktur Organizacji Orła Białego. Ponownie aresztowany, był więziony w Wiedniu oraz w KL Mauthausen-Gusen. Zwolniony staraniem rodziny podjął pracę duszpasterską w parafii św. Mikołaja w Bielsku, a następnie rektora w kościele w Dziedzicach, a od 1942 do zakończenia wojny w Bystrej Krakowskiej. Jednocześnie był kapelanem oddziałów leśnych AK. Współpracował z oddziałem kpt. Henryka Flamego ps. „Bartek”.
Ks. Rudolf Marszałek został aresztowany w grudniu 1946 roku przez funkcjonariuszy UB, a następnie po rocznym śledztwie i osadzeniu w Areszcie Śledczym Warszawa-Mokotów – skazany na śmierć i stracony 10 marca 1948 roku. Ciało ks. Rudolfa Marszałka prawdopodobnie pochowano na terenie warszawskiej Dolinki Służewieckiej.

## Upamiętnienie
W 2013 roku w Bystrej odbyły się uroczyste obchody 65-rocznicy śmierci ks. Rudolfa Marszałka połączone z wystawą fotografii w auli przy kościele Najdroższej Krwi Pana Jezusa Chrystusa oraz odsłonięciem tablicy pamiątkowej poświęconej ks. Rudolfowi Marszałkowi.
Postać ks. Rudolfa Marszałka upamiętnia również książka autorstwa Anety Krefty-Maciejowskiej i Bogdana Ścibuta pt. Piotr Opoka: ksiądz major Rudolf Marszałek SChr (1911-1948) (M&B Projekt, Bystra, 2013; ISBN 978-83-931922-2-9).
Uchwałą podjętą na sesji Rady Miasta Poznania w dniu 12 lipca 2016 skwer na Umultowie w Poznaniu, w obrębie ulic: Umultowskiej, Mleczowej i Widłakowej otrzymał nazwę im. ks. mjra Rudolfa Marszałka. Dnia 29 sierpnia 2021 w 110 rocznicę urodzin na skwerze tym został odsłonięty głaz z tablicą pamiątkową.